# فادي خفاجة
فادي خفاجة (13 مايو 1982 -)، ممثل مصري.

## عن حياته
انطلق من مسلسل يوميات ونيس في دور "شرف الدين"، ثم شارك بعد ذلك في عدة أدوار من أهمها فيلم خارج عن القانون مع كريم عبد العزيز ولديه أخان ممثلان هم هادي خفاجة وشادي خفاجة.

## من أعماله
- شارك في أجزاء من مسلسل ليالي الحلمية.
- يوميات ونيس.
- اليتيم والذئاب (فيلم)
- خارج عن القانون.
- عبده مواسم.
- قلب الدنيا.
- أنا وهؤلاء.
- الناس في كفر عسكر.
- تنانين سباق إلى الحافة - مخاط جلف
- الدببة الثلاثة - شهاب
- جدو عبده راح مكتبته (1988)